# Клименко Олександр
- Клименко Олександр (1976) — український поет, художник, більше відомий як Олаф Клеменсен

- Клименко Олександр Анатолійович (1983) — переможець шоу каналу 1+1 «Голос Країни 7». Протоієрей УПЦ Московського патріархату
- Клименко Олександр Васильович[ru] (1975) — спортсмен (велоспорт), заслужений майстер спорту України (1998).[1]
- Клименко Олександр Васильович (1986) — український слідчий, колишній детектив НАБУ, керівник САП
- Клименко Олександр Вікторович (1980) — український підприємець та політик, колишній Міністр доходів і зборів України
- Клименко Олександр Віталійович — керівник центру болю, лікар клінічної лікарні «Феофанія», заслужений лікар України[2].— український фотокореспондент. Орден «За заслуги» III ступеня
- Клименко Олександр Віталійович (1982) — український футболіст, захисник.
- Клименко Олександр Віталійович  — художник, засновник мистецько-благодійного проекту «Ікони на ящиках від набоїв» (Київ), кавалер ордена «За заслуги» ІІІ ступеня.[2]
- Клименко Олександр Іванович (1965)  — Народний депутат України 6-го скликання
- Клименко Олександр Іванович (1970)  — український письменник, літературний критик, музикант
- Клименко Олександр Іванович (1975)  — український футболіст та футзаліст, півзахисник.
- Клименко Олександр Петрович (1960) — український фотокореспондент. Орден «За заслуги» III ступеня.